# Mistrovství Perského zálivu v ledním hokeji 2012
Mistrovství Perského zálivu v ledním hokeji 2012 byl druhý ročník turnaje národních družstev Mistrovství Perského zálivu v ledním hokeji, který se uskutečnil od 28. května do 1. června 2012 v Abú Zabí ve Spojených arabských emirátech za účasti čtyř zemí. Vítězství si připsali domácí hráči Spojených arabkých emirátů před hráči Kuvajtu a hráči Ománu.

## Výsledky

### Základní skupina
|     |         | SAE  | Kuvajt | Omán | Bahrajn | V | VP | PP | P | VG | OG | B |
| SF1 | SAE     | ***  | 3:2    | 8:1  | 16:0    | 2 | 1  | 0  | 0 | 27 | 3  | 8 |
| SF2 | Kuvajt  | 2:3  | ***    | 11:0 | 13:2    | 2 | 0  | 1  | 0 | 26 | 5  | 7 |
| SF2 | Omán    | 1:8  | 0:11   | ***  | 10:5    | 1 | 0  | 0  | 2 | 11 | 24 | 3 |
| SF1 | Bahrajn | 0:16 | 2:13   | 5:10 | ***     | 0 | 0  | 0  | 3 | 7  | 39 | 0 |

### Play - off
|  | 1. semifinále | SAE    | 12:0 | Bahrajn |
|  | 2. semifinále | Kuvajt | 11:1 | Omán    |

### Zápasy o 1. - 4. místo
|    | Finále     | SAE  | Kuvajt  |
| 1. | SAE        | ***  | 3:1     |
| 2. | Kuvajt     | 1:2  | ***     |
|    | o 3. místo | Omán | Bahrajn |
| 3. | Omán       | ***  | 5:1     |
| 4. | Bahrajn    | 1:5  | ***     |